# Acropomatidae
Az Acropomatidae a sugarasúszójú halak (Actinopterygii) osztályának és a sügéralakúak (Perciformes) rendjéhez tartozó család.

## Rendszerezés
A családba az alábbi nemek és fajok tartoznak:
- Acropoma
  - Acropoma argentistigma
  - Acropoma boholensis
  - Acropoma hanedai
  - Acropoma japonicum
  - Acropoma lecorneti
- Apogonops
  - Apogonops anomalus
- Doederleinia
  - Doederleinia berycoides
  - Doederleinia gracilispinis
  - Doederleinia orientalis
- Malakichthys
  - Malakichthys barbatus
  - Malakichthys elegans
  - Malakichthys griseus
  - Malakichthys levis
  - Malakichthys mochizuki
  - Malakichthys wakiyae
- Neoscombrops
  - Neoscombrops annectens
  - Neoscombrops atlanticus
  - Neoscombrops cynodon
  - Neoscombrops pacificus
- Synagrops
  - Synagrops adeni
  - Synagrops analis
  - Synagrops argyreus
  - Synagrops bellus
  - Synagrops japonicus
  - Synagrops malayanus
  - Synagrops microlepis
  - Synagrops philippinensis
  - Synagrops pseudomicrolepis
  - Synagrops serratospinosus
  - Synagrops spinosus
  - Synagrops trispinosus
- Verilus
  - Verilus sordidus